# WS-Security
WS-Security（Web服务安全）是一种提供在Web服务上应用安全的方法的网络传输协议。2004年4月19日，OASIS组织发布了WS-Security标准的1.0版本。 2006年2月17日，发布了1.1版本。
WS-Security是最初IBM，微软，VeriSign和Forum Systems开发的，现在协议由Oasis-Open下的一个委员会开发，官方名称为WSS。
协议包含了关于如何在Web服务消息上保证完整性和机密性的规约。WSS协议包括SAML（安全断言标记语言）、Kerberos和认证证书格式（如X.509）的使用的详细信息。
WS-Security描述了如何将签名和加密头加入SOAP消息。除此以外，还描述了如何在消息中加入安全令牌，包括二进制安全令牌，如X.509认证证书和Kerberos门票（ticket）。
WS-Security将安全特性放入一个SOAP消息的消息头中，在应用层处理。这样协议保证了端到端的安全。
WS主要是可利用HTTP，穿透防火墙。而Remoting可以利用TCP/IP，二进制传送提高效率。

## 相关规范
下面的规范草案与WS-Security有关。
- WS-SecureConversation
- WS-Federation
- WS-Authorization
- WS-Policy
- WS-Trust
- WS-Privacy